# 福尔特里乌

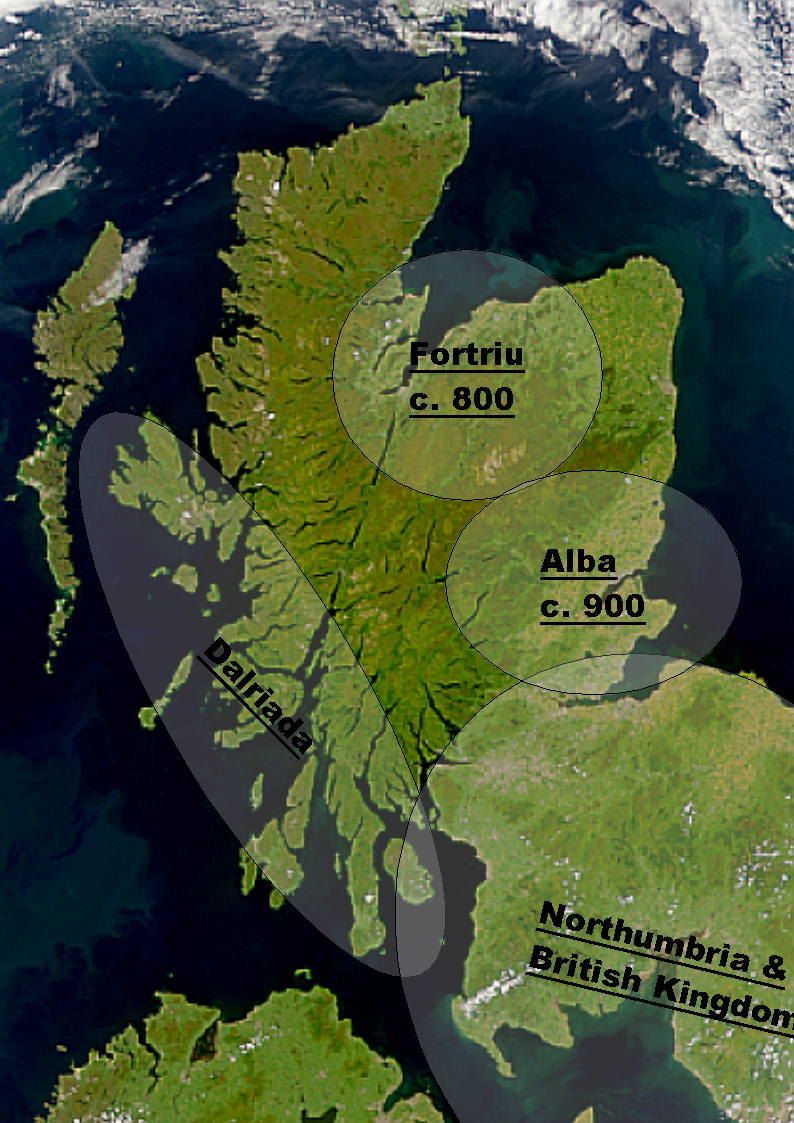
约800年，福尔特里乌的大致位置

福尔特里乌（拉丁語：Verturiones；皮克特语：*Uerteru）是一个在4世纪—10世纪有记载的皮克特人王国。传统上认为该王国位于苏格兰中部的斯特拉瑟恩及其周边地区，但更有可能位于北方，即莫里和伊斯特罗斯一带。“福尔特里乌”一名为历史学家所用，因为我们并不知道其人民用什么名称称呼自己的政体。历史学家有时也将该名称与广义上的“皮克特兰”等同使用。